# Ансельм I (архиепископ Милана)
Ансе́льм I (итал. Anselmo I; умер 11 мая 818 или 822, Милан) — архиепископ Милана (813/814—818), местночтимый святой Миланской архиепархии Римско-католической церкви (день памяти — 11 мая).

## Биография
Происхождение Ансельма точно не установлено. Миланские предания называют его членом знатной семьи Биглиа (или Билиа). Впервые в письменной форме эти сведения были зафиксированы итальянским историком XIV века Гоффредо Буссерским. Это мнение считалось истинным до XIX века, когда историки начали подвергать серьёзному сомнению сообщения средневековых хроник о родственных связях миланских архиепископов со знатными местными семействами. В настоящее время эти сведения, не находящие подтверждения в раннесредневековых исторических источниках, считаются недостоверными.
Ансельм взошёл на кафедру Милана в 813 или 814 году, став на ней преемником скончавшегося архиепископа Одельберта. Предания описывают архиепископа как человека, известного особым милосердием к бедным. В качестве главы крупнейшей митрополии Ломбардии Ансельм стал одним из наиболее приближённых лиц к королю Италии Бернарду. Именно его источники называют духовным отцом мятежа, который в 817 году поднял Бернард против своего дяди, императора Людовика Благочестивого. После провала восстания Ансельм I, вместе с другими участвовавшими в мятеже епископами, Вольфольдом Кремонским и Теодульфом Орлеанским, прибыл к императору в Шалон, где был взят под стражу. В апреле 818 года в Ахене состоялся суд над заговорщиками, приведший к гибели Бернарда в результате неудачно проведённого ослепления. На состоявшемся здесь же синоде прелатов Франкской империи духовные лица, замешанные в мятеже, признали свою вину и были приговорены к лишению своих кафедр и заключению в монастыри.
О дальнейшей судьбе Ансельма I достоверных сведений не сохранилось. Согласно преданиям, уже будучи лишённым епископской кафедры, на которой его сменил Бон, Ансельм возвратился в Милан, куда привёз с собой тело короля Бернарда и похоронил его в базилике монастыря Святого Амвросия. Сообщается, что бывший архиепископ сам вскоре погиб, защищая имущество Миланской архиепархии от разграбления врагами покойного короля. За это деяние впоследствии Ансельм I почитался в Милане как святой. Средневековые диптихи датируют смерть Ансельма 11 мая 822 года, однако ряд историков считает, что это событие произошло ещё в 818 году.
Тело архиепископа Ансельма было похоронено в базилике Святого Амвросия, в одной нише с королём Бернардом. В 1498 и 1638 годах были произведены вскрытия их погребения. Во время последнего из них, совпавшего с проведением реставрации храма, на крышку ниши была нанесена фреска, изображающая Бернарда и Ансельма в том виде, в котором они были обнаружены при открытии могилы.